# 紫波運動公園陸上競技場
紫波運動公園陸上競技場（しわうんどうこうえんりくじょうきょうぎじょう）は、岩手県紫波郡紫波町の紫波運動公園内にある陸上競技場である。

## 沿革
- 1978年（昭和53年） - 陸上競技場を完成[2][3]。
- 2020年（令和2年） - 第40回紫波町ロードレース大会を開催[4]。
- 2023年（令和5年） - サッカーJ3・いわてグルージャ盛岡と紫波町のスポーツを通じた地域交流促進のための連携協定を結び、練習拠点となるクラブハウスを紫波運動公園内に整備で2025年春完成予定[5][6][7][8][9]。

## 施設概要
- 所在地：岩手県紫波郡紫波町桜町下川原100
- トラック：1周400ｍ×８レーンのトラック（アンツーカーグラウンド）[10]
- 天然芝グラウンド：サッカー、ラグビー実施。
- 収容人数：6,400人
- 面積：24,980 m2

## アクセス
- 東北本線紫波中央駅から徒歩20分

## 周辺
- 紫波運動公園
  - 紫波運動公園野球場
  - 紫波運動公園テニスコート